# Григорије II Цариградски
Григорије II Цариградски, познат и као Григорије Кипарски (Лапитос 1241. - Цариград, 1290.) је био цариградски патријарх од 1283. до 1289. године.

## Биографија
Рођен је на острву Кипар око 1241. године. Краљевина Кипар, као једна од крсташких држава, тада се налазила у поседу породице Лизињанин која потиче од јерусалимског краља Амалрика II. Тамо је живео до ослобођења Цариграда од латинске власти 1261. године када је, жељан хеленског образовања, побегао са острва у Византију и постао ученик једног од најобразованијих људи тадашње Византије - Георгија Акрополита (1266. године). Учио је заједно са чувеним византијским историчарем Георгијем Пахимером. Првих година живота у Византији, Георгије је носио титулу протапостоларија.
Црквену каријеру Григорије је стекао захваљујући подршци унионистичкој политици цара Михаила VIII Палеолога. Услед опасности од обнове Латинског царства од стране антивизантијске коалиције Карла Анжујског, Михаило је са Римом покушао да успостави црквено јединство раскинуто 1054. године. Овај покушај, у историји познат као Лионска унија, само је један у низу неуспешних покушаја поновног успостављања јединства две цркве, до којих је долазило и касније, поготово када је Византија клецала под налетима Османлија. Међутим, Лионска унија доживела је свој коначан крах доласком Андроника II на власт 1282. године. Георгије мења свој став и саставља енкомион (похвални говор) новом цару. Исто је учинио и приликом доласка Михаила на власт. Ступа у монаштво и постаје патријарх 1283. године.
Понтификат Григорија Кипарског обележиле су сталне црквене расправе између присталица уније и њихових противника, које је сада предводио сам цар Андроник. Као изузетно побожан владар, Андроник је активно учествовао у црквеним питањима свог Царства. Георгије је покушао да балансира између две црквене струје, а како му то није пошло за руком, принуђен је да одступи са патријаршијског престола 1289. године. Убрзо је и умро. На престолу га је наследио Атанасије I који ће функцију обављати у два наврата (1289-1293, 1303-1310), прекинуту понтификатом Јована XII.

## Дело
Григорије Кипарски је имао среће да учи од Георгија Акрополита, најученијег Византинца свог времена. Касније је и сам Григорије постао учитељ, па је подучавао Теодора Музалона и Нићифора Хумну. Био је присталица традиционалног у књижевности, те је инсистирао на враћању античким узорима у погледу стила и језика. Написао је "Аутобиографију" која се користила у тадашњем школству, а данас представља извор за проучавање византијског школства и образовања. Саставио је два енкомиона (похвална говора) царевима Михаилу и Адронику. То су школски примери реторичких дела. Саставио је многобројне стилске вежбе, дидактичке приче, пословице, хагиографске списе и хомилије.
Григорије описује преговоре тесалског владара Јована Анђела са српским краљем Милутином, што историчарима помаже у расветљавању проблема Милутинових многобројних бракова.